# Bastnässjön
Bastnässjön är en sjö i Söderhamns kommun i Hälsingland och ingår i Ljusnans huvudavrinningsområde. Sjön har en area på 1,58 kvadratkilometer och ligger 59,9 meter över havet. Sjön avvattnas av vattendraget Lötån.

## Delavrinningsområde
Bastnässjön ingår i det delavrinningsområde (678214-155659) som SMHI kallar för Utloppet av Bastnässjön. Medelhöjden är 74 meter över havet och ytan är 8,99 kvadratkilometer. Räknas de 10 avrinningsområdena uppströms in blir den ackumulerade arean 19,66 kvadratkilometer. Lötån som avvattnar avrinningsområdet har biflödesordning 2, vilket innebär att vattnet flödar genom totalt 2 vattendrag innan det når havet efter 37 kilometer. Avrinningsområdet består mestadels av skog (53 procent) och jordbruk (16 procent). Avrinningsområdet har 1,56 kvadratkilometer vattenytor vilket ger det en sjöprocent på 17,3 procent. Bebyggelsen i området täcker en yta av 0,14 kvadratkilometer eller 2 procent av avrinningsområdet.